# Pv-1110
Pansarvärnspjäs 1110 (Pvpj 1110) — шведское 90-мм безоткатное орудие, также широко известное как Pv-1110. Поступил на вооружение в начале 1960-х годов и был снят с вооружения шведской армии в конце 1990-х годов. Было произведено всего 1600 единиц. Около 300 единиц данных орудий было передано Эстонии, Латвии и Литве.
Pvpj 1100 обычно буксировалось машиной Volvo Pansarvärnspjästerrängbil 9031 или устанавливалось на ней. С конца 1970-х годов орудие также устанавливалось на гусеничные вездеходы Bandvagn 2062.
Для ведения боевых действий в Арктике орудие также можно было установить на пулку и тянуть её двумя лыжниками.
Pvpj 1110 оснащён оптическим прицелом и имеет механический прицел в качестве запасного. Модифицированная винтовка Ag m/42 используется в качестве дальномера под обозначением Inskjutningsgevär 5110.
Данное орудие использовалось ирландской армией в буксируемом виде и в экспериментальном порядке устанавливалось на шасси танка «Комета» вместо башни.
Pvpj 1110 были замечены у украинской армии во время российско-украинской войны.

## Боеприпасы
Боеприпас состоит из снаряда, вставленного в латунную гильзу patronhylsa m/59 для формирования патрона. Те же снаряды использовались в основном вооружении амфибийной САУ Ikv 91, хоть и с другим корпусом. Pvpj1110 предназначено для стрельбы кумулятивными снарядами с трассирующими пулями. Шведское обозначение этих снарядов — spårljuspansarspränggranat (slpsgr).
- Spårljuspansarspränggranat m/62 - кумулятивный снаряд весом 10,7 кг, который пробивает 380 мм катаной гомогенной брони.
- Spårljusövningsgranat m/62 - тренировочный снаряд весом 10,7 кг (без взрывчатого вещества).
- Spårljuspansarspränggranat m/77 - кумулятивный снаряд весом 11,2 кг, который пробивает 500 мм катаной гомогенной брони.
- Spårljuspansarspränggranat m/84 - кумулятивный снаряд весом 10 кг, который пробивает 800 мм катаной гомогенной брони.

## Страны-эксплуатанты
- Доминиканская Республика
- Эстония: Союз обороны Эстонии
- Ирландия (сняты с вооружения)
- Ирак
- Латвия: Земессардзе
- Литва: Вооружённые силы Литвы.
- Украина: Вооружённые силы Украины.
- Швеция (сняты с вооружения, на хранении)